# Ingrid Hogman
Ingrid Elisabeth Eriksson Hogman, född 30 juni 1952 i Tystberga församling, är en svensk vissångare och sångpedagog. Hogman startade Visskolan Västervik år 2002.

## Utmärkelser
- 1996 – Västerviks kommuns kulturstipendium[4]
- 2002 – Västerviks-Tidningens kulturpris, för år 2001[5]
- 2009 – Svenska Vispriset, Riksförbundet Visan i Sverige[6]
- 2012 – Belöningsstipendium, Regionförbundet i Kalmar län[7]

## Diskografi i urval
- 1986 – Att tycka om
- 2019 – Tvekan och längtan[8]